# Українська Гельсінська спілка з прав людини
Українська Гельсінська спілка з прав людини  (УГСПЛ) — найбільша[джерело?] в Україні асоціація громадських правозахисних організацій, метою якої є сприяння практичному виконанню гуманітарних статей Заключного акту Гельсінської наради з безпеки та співробітництва в Європі (ОБСЄ) 1975 року, інших прийнятих на його розвиток міжнародних правових документів, а також усіх інших зобов'язань України в сфері прав людини та основних свобод.
Українська Гельсінська спілка з прав людини була створена 1 квітня 2004 року та складається з 29 громадських правозахисних організацій-учасників. Спілка є неприбутковою та неполітичною організацією. Діє на основі Статуту, прийнятого Загальними зборами організацій-засновників.

## Члени УГСПЛ
Станом на 2016 рік членам УГСПЛ були:
1. Конотопське товариство споживачів і платників податків «Гідність» — м. Конотоп Сумської області
2. Асоціація «Громадські ініціативи» — м. Кропивницький
3. ММГО М'АРТ (Молодіжна АльтеРнаТива) — м. Чернігів
4. Громадська організація «Громадське бюро «Правозахист»
5. Луганське обласне відділення Комітету виборців України
6. Одеська правозахисна група «Верітас»
7. Всеукраїнське товариство політичних в'язнів і репресованих
8. Громадський комітет захисту конституційних прав та свобод громадян (м. Луганськ)
9. Конгрес Національних Громад України (КНГУ)
10. Центр досліджень регіональної політики (ЦДРП) — м. Суми
11. Севастопольська правозахисна група
12. Центр правових та політичних досліджень «СІМ»
13. Херсонська обласна організація Комітету виборців України (ХОО КВУ)
14. Херсонська міська асоціація журналістів «Південь»
15. Харківська правозахисна група
16. Чернігівський громадський комітет захисту прав людини
17. Чортківська міська громадська організація «Гельсінська ініціатива-ХХІ» — м. Чортків Тернопільської області
18. Міжнародний жіночий правозахисний центр «Ла страда-Україна»
19. Донецька громадська організація «Донецький меморіал»
20. Громадська організація «Комітет з моніторингу свободи преси в Криму»
21. Одеська обласна організація ВГО «Комітет виборців України»
22. Громадська організація «Флора», м. Кіровоград
23. Громадська організація «Територія успіху», м. Кіровоград
24. Екологічно-гуманітарне об'єднання «Зелений Світ», м. Чортків
25. Громадська організація "Інститут правових досліджень та стратегій " (м. Харків)
26. Чугуївська правозахисна група, м. Чугуїв, Харківської області
27. Правозахисна група «Січ», м. Дніпропетровськ
28. Волинська Обласна Громадська Організація «Центр Правової Допомоги» — м. Ковель, Волинської області

Спілка діє на основі Статуту, прийнятого Загальними зборами організацій-засновників.

## Напрями діяльності
- Здійснення постійного моніторингу дотримання прав людини та основних свобод в Україні й інформування про факти порушень прав і свобод;
- захист прав людини та основних свобод в органах державної влади та місцевого самоврядування;
- здійснення досліджень з прав людини та основних свобод, у тому числі постійний моніторинг підготовки проектів законів та інших правових актів;
- проведення освітніх заходів і кампаній, семінарів, тренінгів, конференцій тощо;
- сприяння розвитку мережі правозахисних організацій.

## Контакти
Адреса: вул. Фролівська, 3/34, 3-й поверх (метро Контрактова площа)